# Kōji Fukada
Kōji Fukada (深田 晃司?, Fukada Kōji; Koganei, 5 gennaio 1980) è un regista e sceneggiatore giapponese.

## Biografia
Nato a Tokyo, nel corso della sua giovinezza Fukada è stato influenzato dal padre, grande appassionato di cinema, divorando tonnellate di VHS. All'età di 19 anni, mentre era ancora studente alla Taisho University, Fukada scoprì la Film School of Tokyo e cominciò così a prendere lezioni serali di regia. Uno dei suoi maestri è stato Kiyoshi Kurosawa. Ha prodotto il suo primo lungometraggio, The Chair, nel 2002. Si è unito alla compagnia teatrale Seinendan, capeggiata da Oriza Hirata nel 2005, e ha spesso sfruttato i lavori e gli attori di quella compagnia per i suoi film per il cinema. Nel 2016 ottiene il prestigioso riconoscimento del Premio della Giuria nella sezione Un certain regard al Festival di Cannes per il film Harmonium (Fuchi ni tatsu).

## Influenze e stile registico
Fukada ha sostenuto di essere stato fortemente influenzato dalla filmografia di Éric Rohmer, in modo particolare da Il raggio verde, e si è convinto a lanciarsi nella carriera di regista dopo aver visto Amanti perduti di Marcel Carné e Lo spirito dell'alveare dello spagnolo Víctor Erice.

## Premi e riconoscimenti
2010
- Tokyo International Film Festival[3] - Miglior film per Hospitalité

2013
Festival des 3 Continents
- Grand Prix - Vinto
- Premio della giovane giuria - Vinto

2016
Festival di Cannes
- Prix du Jury sezione Un certain regard per Fuchi ni tatsu

## Filmografia
- The Chair (2002)
- Hospitalité (2010)
- Au revoir l'été (2013)
- Sayonara (2015)
- Fuchi ni tatsu (2016)
- Honki no shirushi (2020)
- Love Life (2022)